# 27 ديسمبر
- السبت
- الأحد
- الاثنين
- الثلاثاء
- الأربعاء
- الخميس
- الجمعة

- 298 جمادى الآخرة 1447  هـ
- 309 جمادى الآخرة 1447  هـ
- 110 جمادى الآخرة 1447  هـ
- 211 جمادى الآخرة 1447  هـ
- 312 جمادى الآخرة 1447  هـ
- 413 جمادى الآخرة 1447  هـ
- 514 جمادى الآخرة 1447  هـ
- 615 جمادى الآخرة 1447  هـ
- 716 جمادى الآخرة 1447  هـ
- 817 جمادى الآخرة 1447  هـ
- 918 جمادى الآخرة 1447  هـ
- 1019 جمادى الآخرة 1447  هـ
- 1120 جمادى الآخرة 1447  هـ
- 1221 جمادى الآخرة 1447  هـ
- 1322 جمادى الآخرة 1447  هـ
- 1423 جمادى الآخرة 1447  هـ
- 1524 جمادى الآخرة 1447  هـ
- 1625 جمادى الآخرة 1447  هـ
- 1726 جمادى الآخرة 1447  هـ
- 1827 جمادى الآخرة 1447  هـ
- 1928 جمادى الآخرة 1447  هـ
- 2029 جمادى الآخرة 1447  هـ
- 211 رجب 1447  هـ
- 222 رجب 1447  هـ
- 233 رجب 1447  هـ
- 244 رجب 1447  هـ
- 255 رجب 1447  هـ
- 266 رجب 1447  هـ
- 277 رجب 1447  هـ
- 288 رجب 1447  هـ
- 299 رجب 1447  هـ
- 3010 رجب 1447  هـ
- 3111 رجب 1447  هـ
- 112 رجب 1447  هـ
- 213 رجب 1447  هـ

27 ديسمبر أو 27 كانون الأوَّل أو يوم 27 \ 12 (اليوم السابع والعشرون من الشهر الثاني عشر) هو اليوم الحادي والستون بعد الثلاثمائة (361) من السنة، أو الثاني والستون بعد الثلاثمائة (362) في السنوات الكبيسة، وفقًا للتقويم الميلادي الغربي (الغريغوري). يبقى بعده 4 أيَّام على انتهاء السنة.

## أحداث
- 537 - الانتهاء من بناء كاتدرائية آيا صوفيا في القسطنطينية.
- 1875 - تأسيس جريدة الأهرام المصرية وقد صدر العدد الأول منها في 5 أغسطس 1876.
- 1934 - فارس تغيّر اسمها إلى إيران وذلك بمرسوم حكومي.
- 1938 - إجراء انتخابات المجلس التشريعي الكويتي الثاني.
- 1945 -
  - تقسيم كوريا إلى شطرين شمالي وجنوبي.
  - إنشاء البنك الدولي وصندوق النقد الدولي.
  - الشيخ مصطفى عبد الرازق يتولى مشيخة الجامع الأزهر.
- 1949 - إعلان استقلال إندونيسيا عن هولندا.
- 1958 - مصر والاتحاد السوفيتي يوقعان اتفاق خاص حول بناء المرحلة الأولى من السد العالي.
- 1966 - الولايات المتحدة وفيتنام الجنوبية يشنان هجوم مشترك على أحد معاقل «الفيتكونغ» وأكثرها أمانًا في «غابة يومينه» والتي تقع في «دلتا ميكونج».
- 1978 -
  - الملك خوان كارلوس الأول يقوم بالتصديق على الدستور الإسباني الديمقراطي وذلك بعد إقراره في استفتاء قومي.
  - رئيس المجلس الشعبي الوطني الجزائري رابح بيطاط يتولى رئاسة الجمهورية بالنيابة بعد وفاة الرئيس هواري بومدين.
- 1979 - الاتحاد السوفيتي يرسل 75000 جندي لأفغانستان لتعزيز حكم بابراك كرمال الزعيم الجديد للدولة وفي محاولة لتوفير الاستقرار السياسي للوضع السياسي المضطرب.
- 1985 - هجمات متزامنة على مطار ليوناردو دا فينشي في روما بإيطاليا ومطار فيينا الدولي في النمسا وذلك عندما فتح مسلحون النيران عند بوابة الوصول الخاصة بشركة طيران إل عال الإسرائيلية.
- 1991 - روسيا تحتل المقعد الدائم الخامس في الأمم المتحدة بدلًا من الاتحاد السوفيتي لتصبح إحدى الدول الخمس التي لها حق النقض / الفيتو.
- 2001 - الولايات المتحدة والصين تبدآن صفحة جديدة من العلاقات التجارية.
- 2007 - اغتيال بينظير بوتو رئيسة وزراء باكستان السابقة بالرصاص وتبعة بتفجير إنتحاري.
- 2008 - إسرائيل تبدأ بعملية عسكرية اسمتها «الرصاص المصبوب» ضد حركة حماس، وأطلقت عليها حماس معركة الفرقان حيث قامت قواته الجوية بشن غارات مفاجئة على قطاع غزة أدت إلى سقوط ما لا يقل عن 1315 قتيل و 5340 جريح.
- 2013 - اغتيال المُستشار والوزير اللُبناني السابق مُحمَّد شطح بانفجار استهدف سيَّارته في بيروت.
- 2019 - سُقُوط طائرة الرحلة 2100 التابعة لِخُطوط بك إير على مقرُبةٍ من مطار ألماتي الدولي ومصرع 12 راكبًا وإصابة 54 آخرين كانوا على متنها.

## مواليد
- 1571 - يوهانس كيبلر، عالم فلك ورياضيات وفيزياء ألماني.
- 1654 - ياكوب بيرنولي، عالم فيزياء سويسري.
- 1822 - لوي باستير، عالم فرنسي.
- 1896 - كارل تسوكماير، أديب وكاتب ألماني.
- 1901 - مارلينه ديتريش، ممثلة ومغنية أمريكية.
- 1921 - مصطفى محمود، مفكر وطبيب وكاتب وأديب مصري.
- 1933 - محمود حمدي زقزوق، وزير أوقاف مصري أسبق.
- 1934 - لاريسا لاتينينا، لاعبة أولمبية لرياضة الجمباز من الاتحاد السوفييتي.
- 1936 - سمير صبري، ممثل مصري.
- 1936 - عبد الرحيم التونسي ممثل مغربي.
- 1937 - رجاء ياقوت صالح، كاتبة وأكاديمية مصرية.
- 1943 - جوان مانويل صيراط، مغني وكاتب أغاني وشاعر موسيقي إسباني.
- 1946 - ملك سكر، ممثلة سورية.
- 1948 - جيرارد ديبارديو، ممثل ومخرج أفلام فرنسي.
- 1949 - ألفت سكر، ممثلة مصرية من أصل سوري.
- 1950 - روبيرتو بيتيغا، لاعب كرة قدم إيطالي.
- 1951 - ارنستو زيديلو، اقتصادي وسياسي مكسيكي.
- 1957 - طارق الدسوقي، ممثل مصري.
- 1963 - محمد عبد العاطي، وزير ري مصري.
- 1965 -
  - سلمان خان، ممثل هندي.
  - مروان عادل حمزة، شاعر عراقي.
- 1966 - بيل غولدبيرغ، مصارع أمريكي.
- 1967 - حميد الأحمر، سياسي ورجل أعمال يمني.
- 1970 - شينا، مصارعة وممثلة أمريكية.
- 1974 -
  - ماسي أوكا، ممثل أمريكي.
  - فميكو أوريكاسا، ممثلة أداء صوتي يابانية.
- 1979 - ديفيد دان، لاعب كرة قدم إنجليزي.
- 1981 - إميلي دي رافن، ممثلة أسترالية.
- 1984 - جيل سيمون، لاعب كرة مضرب فرنسي.
- 1985 - لوغان بايلي، حارس مرمى كرة قدم بلجيكي.
- 1987 - مرزوق زكي، لاعب كرة قدم كويتي.

## وفيات
- 1923 - غوستاف إيفل، معماري فرنسي.
- 1966 - غييرمو ستابيلي، لاعب ومدرب كرة قدم أرجنتيني.
- 1972 - ليستر بولز بيرسون، رئيس وزراء كندا حاصل على جائزة نوبل للسلام عام 1957.
- 1977 - الشيخ البهي الخولي، أحد مؤسسي جماعة الإخوان المسلمون.
- 1978 - العقيد هواري بومدين، رئيس الجزائر الثاني.
- 1982 - أحمد مظهر العظمة، كاتب وشاعر وسياسي سوري.
- 1995 - عبد الجبار الرحبي، شاعر وكاتب سوري.
- 2001 ـ أيان هاملتون، ناقد أدبي وشاعر بريطاني.
- 2002 - يوسف فخر الدين، ممثل مصري.
- 2007 - بينظير بوتو، رئيسه وزراء باكستان.
- 2012 - نورمان شوارزكوف، عسكري أمريكي.
- 2013 -
  - عادل برهام، ممثل مصري.
  - مُحمَّد شطح، مُستشار ووزير لُبناني سابق.
- 2016 - كاري فيشر، مُمثلة أمريكيَّة.

## أعياد ومناسبات
- يوم القديس يوحنا بن زبدي.

## وصلات خارجية
- وكالة الأنباء القطريَّة: حدث في مثل هذا اليوم.
- النيويورك تايمز: حدث في مثل هذا اليوم.
- BBC: حدث في مثل هذا اليوم.